# Greystoke - A Lenda de Tarzan, o Rei da Selva
Greystoke: The Legend of Tarzan, Lord of the Apes (prt: Greystoke: A Lenda de Tarzan, Rei da Selva ou Greystoke - A Lenda de Tarzan, o Rei da Selva; bra: Greystoke - A Lenda de Tarzan, o Rei da Selva ou Greystoke - A Lenda de Tarzan) é um filme britano-estadunidense de 1984, dos gêneros drama romântico e aventura, dirigido por Hugh Hudson, com roteiro de Robert Towne e Michael Austin baseado no romance Tarzan dos Macacos, de Edgar Rice Burroughs.

## Elenco
- Christopher Lambert ....John Clayton / Tarzan, o rei dos macacos
- Ralph Richardson .... Sexto Conde de Greystoke
- Ian Holm .... Capitão Phillippe D'Arnot
- James Fox .... Lorde Charles Essex
- Andie MacDowell .... Jane Porter
- Cheryl Campbell .... Lady Alice Clayton
- Ian Charleson .... Jeffson Brown
- Nigel Davenport .... Major Jack Downing
- Nicholas Farrell .... Sir Hugh Belcher
- Paul Geoffrey .... Lorde John 'Jack' Clayton
- Richard Griffiths .... Capitão Billings
- Hilton McRae .... Willy
- John Wells .... Sir Evelyn Blount
- Paul Brooke .... Reverendo Stimson
- Glenn Close .... dublagem (voz) de Jane Porter

## Prêmios e indicações
Oscar 1985
- Indicado
  - Melhor ator coadjuvante (Ralph Richardson)[5]
  - Melhor roteiro adaptado[5]
  - Melhor maquiagem[5]

BAFTA 1985
- Venceu
  - Melhor maquiagem[carece de fontes?]
- Indicado
  - Melhor ator coadjuvante (Ian Holm)[carece de fontes?]
  - Melhor ator coadjuvante (Ralph Richardson)[carece de fontes?]
  - Melhor fotografia[carece de fontes?]
  - Melhor direção de arte[carece de fontes?]
  - Melhor som[carece de fontes?]

Prêmio Saturno 1985 
- Indicado
  - Melhor figurino[carece de fontes?]
  - Melhor filme de fantasia[carece de fontes?]

Prêmio César 1985
- Indicado
  - Melhor filme estrangeiro[carece de fontes?]